# Нікольська Слобода
Ні́кольська Слобода́ (рос. Никольская Слобода, марій. Никольская Слобода) — присілок у складі Юринського району Марій Ел, Росія. Входить до складу Васильєвського сільського поселення.

## Населення
Населення — 47 осіб (2010; 88 у 2002).
Національний склад (станом на 2002 рік):
- росіяни — 92 %